# Елизаветино (Кингисеппский район)
Елизаве́тино — деревня в Котельском сельском поселении Кингисеппского района Ленинградской области.

## История
ЕЛИЗАВЕТИНО — деревня вдовы генерал-лейтенанта Рихтера, 10 вёрст по почтовой, а остальное по просёлочной дороге, число дворов — 6, число душ — 17 м. п. (1856 год)

ЕЛИЗАВЕТИНО — деревня, число жителей по X-ой ревизии 1857 года: 35 м. п., 38 ж. п., всего 73 чел.

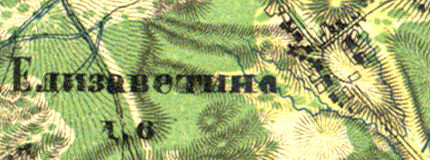
Деревня Елизаветино на карте 1860 года

Согласно «Топографической карте частей Санкт-Петербургской и Выборгской губерний» в 1860 году деревня Елизаветино насчитывала 16 крестьянских дворов и находилась севернее современного расположения.

ЕЛИЗАВЕТИНО — деревня владельческая при озере Глубоком, число дворов — 16, число жителей: 38 м. п., 40 ж. п. (1862 год)

В 1873—1874 годах временнообязанные крестьяне деревни выкупили свои земельные наделы у Е. А. Рихтер и стали собственниками земли.

ЕЛИЗАВЕТИНО — деревня, по земской переписи 1882 года: семей — 17, в них 49 м. п., 43 ж. п., всего 92 чел.

ЕЛИЗАВЕТИНО — деревня, число хозяйств по земской переписи 1899 года — 22, число жителей: 60 м. п., 65 ж. п., всего 125 чел.;
 разряд крестьян: бывшие владельческие; народность: русская — 74 чел., смешанная — 51 чел.

В конце XIX — начале XX века деревня административно относилась к Котельской волости 2-го стана Ямбургского уезда Санкт-Петербургской губернии.
С 1917 по 1927 год деревня Елизаветино входила в состав Великинского сельсовета Котельской волости Кингисеппского уезда.
Согласно данным переписи населения СССР 1926 года в деревне Елизаветино проживали 86 человек, большинство русские, а также эстонцы.
С 1927 года в составе Котельского района.
С 1931 года в составе Кингисеппского района.
По данным 1933 года деревня Елизаветино и входила в состав Великинского сельсовета Кингисеппского района.

План деревни Елизаветино. 1938 год

В 1938 году население деревни Елизаветино составляло 197 человек. Согласно топографической карте 1938 года деревня насчитывала 24 двора.
C 1 августа 1941 года по 31 января 1944 года деревня находилась в оккупации.
В 1958 году население деревни Елизаветино составляло 59 человек.
По данным 1966 и 1973 годов деревня Елизаветино находилась в составе Великинского сельсовета.
По данным 1990 года деревня Елизаветино также входила в состав Котельского сельсовета.
В 1997 году в деревне Елизаветино проживали 25 человек, в 2002 году — 30 человек (русские — 83 %), в 2007 году — 8.

## География
Деревня расположена в северо-восточной части района на автодороге 41К-588 (Великино — Хаболово), близ места пересечения её с автодорогой А180 (E 20) (Санкт-Петербург — Ивангород — граница с Эстонией) «Нарва».
Расстояние до административного центра поселения — 13 км.
Расстояние до ближайшей железнодорожной платформы Кямиши — 1 км.

## Демография
| 1862 | 2007 | 2010 | 2017 |
| ---- | ---- | ---- | ---- |
| 78   | ↘8   | ↗12  | ↘6   |

### Национальный состав
Согласно данным Всероссийской переписи населения 2021 года в деревне проживали 20 человек, из них:
 русские — 19, другие национальности — 1 человек.